# BTR-80
EL BTR-80 (en ruso: бронетранспортер, BTR significa bronyetransportyor, literalmente "transporte blindado") es un vehículo 8x8 con ruedas, un vehículo blindado anfibio para el transporte de personal de infantería (APC) diseñado en la Unión Soviética.  La producción comenzó en 1986 y sustituyó las versiones BTR-60 y BTR-70 en el ejército soviético.

## Descripción
Los soviéticos diseñaron el BTR-80 a partir del BTR-70. Para el BTR-80 se usó un motor diésel v8 turboalimentado de 260 hp refrigerado con agua. Entonces, se modificó el chasis del BTR-70 recortando y agregando más puntos duros para adecuarlo a este nuevo motor.

## Capacidades
Los soviéticos modificaron la torreta cónica usada en el BTR-70. Esto permitió que el armamento de 14,5 mm y el 7,62 se pudieran elevar hasta 60 grados. Este ángulo de fuego es importante para alcanzar blancos en montañas y barrancos angostos, por ejemplo en Afganistán. Los soviéticos también rediseñaron la protección frente a ataques aéreos. Las troneras fueron optimizadas y redondeadas para facilitar una mejor ubicación del objetivo. También se agregaron 2 troneras angulares en la parte delantera del vehículo usadas como reacción por parte de los pasajeros.
Las puertas laterales fueron reajustadas y ampliadas y estas se abren horizontalmente la parte inferior y lateralmente la superior. Posee 6 lanzagranadas de humo en la parte trasera de la torreta y se le ha reforzado el blindaje.

## Versiones
- BTR-80

TBP Básico
- BTR-80K

TBP versión de Mando y Control
- BTR-80A

TBP con cañón de 30 mm
- 2S23 Nona-SVK

una versión portamortero, armada con un mortero 2A60 de 120mm, una modificación ligera del 2A51
- BTR-80S

TBP
- BTR-80 Caribe Versión Colombiana

En Construcción con licencia rusa en la Industria Naval de COTECMAR, Para reemplazar el transporte de tropas actual por uno apropiado a las necesidades del Ejército y La Armada Colombiana, se le ha reemplazado la ametralladora calibre 14,5 por una calibre 12,7, en esta versión se mejoró la potencia por lo cual alcanza hasta los 100km/h. Pero fue cancelado porque Rusia no permitió modificaciones en el motor.
- B-33 Zimbru

Variante de producción rumana, construida por RATMIL Regie Automoma; de Cugir, Rumanía.

## Historia en combate

### Guerra Ruso-ucraniana
- Invasión rusa de Ucrania de 2022[2]

## Usuarios
Existen cerca de 5000 BTR-80 alrededor del mundo, y sus principales usuarios aparecen a continuación:
- Rusia 1,000 Unidades actualizadas al estándar BTR 82A que incluye mejoras en el blindaje, un cañón automático de 30mm 2A42 con mira térmica para el artillero, neumáticos reforzados para resistir explosivos de 4kg y explosión por mina.
- Afganistán
- Argelia
- Armenia
- Azerbaiyán
- Bangladés
- Bielorrusia
- Bulgaria
- Corea del Norte
- Colombia
- Corea del Sur
- Estonia
- Georgia
- Hungría
- Indonesia
- Kazajistán
- Kirguistán
- Macedonia del Norte
- Mongolia
- Moldavia
- Nicaragua
- Sri Lanka
- Tayikistán
- Turquía
- Turkmenistán
- Ucrania
- Uzbekistán
- Venezuela